# Robledo del Mazo
Robledo del Mazo település Spanyolországban, Toledo tartományban. Robledo del Mazo Sevilleja de la Jara, Torrecilla de la Jara, Espinoso del Rey, Los Navalucillos és Anchuras községekkel határos. Lakosainak száma 252 fő (2024).

## Népesség
A település népessége az utóbbi években az alábbiak szerint változott:
| Lakosok száma | 503  | 457  | 417  | 390  | 364  | 330  | 299  | 281  | 249  | 252  |
|               | 2001 | 2004 | 2007 | 2009 | 2012 | 2014 | 2017 | 2019 | 2022 | 2024 |